# Gruppi bancari per capitalizzazione
Elenco dei primi 100 gruppi bancari mondiali per totale attivi basato sul rapporto S&P Global dell'aprile 2020.
Si tenga presente che la classifica si basa sugli attivi dichiarati e non è normalizzata in funzione dei diversi trattamenti contabili: negli Stati Uniti si adotta il medodo di contabilità US GAAP (in inglese Generally Accepted Accounting Principles, "Metodi di contabilità comunemente accettati") a differenza dell'IFRS (in inglese International Financial Accounting Standard, "Criteri di contabilità di finanza internazionale").
A titolo di esempio, classificata secondo detti ultimi criteri JP Morgan Chase sarebbe quinta invece di settima.
| #   | Gruppo bancario                         | Attivo (miliardi di USD) |
| --- | --------------------------------------- | ------------------------ |
| 1   | Industrial and Commercial Bank of China | 4324,27                  |
| 2   | China Construction Bank                 | 4324,10                  |
| 3   | Agricultural Bank of China              | 3572,98                  |
| 4   | Bank of China                           | 3270,15                  |
| 5   | Mitsubishi UFJ Financial Group          | 2892,97                  |
| 6   | HSBC                                    | 2715,15                  |
| 7   | JPMorgan Chase                          | 2687,38                  |
| 8   | Bank of America                         | 2434,08                  |
| 9   | BNP Paribas                             | 2429,26                  |
| 10  | Crédit Agricole                         | 2256,72                  |
| 11  | Japan Post Bank                         | 1984,62                  |
| 12  | SMBC Group                              | 1954,78                  |
| 13  | Citigroup                               | 1951,16                  |
| 14  | Wells Fargo                             | 1927,26                  |
| 15  | Mizuho Financial Group                  | 1874,89                  |
| 16  | Banco Santander                         | 1702,61                  |
| 17  | Société générale                        | 1522,05                  |
| 18  | Barclays                                | 1510,14                  |
| 19  | BPCE                                    | 1501,59                  |
| 20  | Postal Savings Bank of China            | 1467,31                  |
| 21  | Deutsche Bank                           | 1456,26                  |
| 22  | Bank of Communications                  | 1422,63                  |
| 23  | Royal Bank of Canada                    | 1116,31                  |
| 24  | Lloyds Bank                             | 1104,42                  |
| 25  | Toronto-Dominion Bank                   | 1102,04                  |
| 26  | China Merchants Bank                    | 1065,25                  |
| 27  | Intesa Sanpaolo                         | 1057,82                  |
| 28  | Norinchukin Bank                        | 1011,14                  |
| 29  | ING Groep                               | 1000,72                  |
| 30  | Goldman Sachs                           | 992,97                   |
| 31  | Industrial Bank                         | 976,79                   |
| 32  | Crédit Mutuel                           | 976,14                   |
| 33  | UBS                                     | 972,18                   |
| 34  | UniCredit                               | 960,21                   |
| 35  | China Minsheng Bank                     | 959,63                   |
| 36  | NatWest                                 | 957,60                   |
| 37  | Shanghai Pudong Development Bank        | 950,01                   |
| 38  | China CITIC Bank                        | 904,02                   |
| 39  | Morgan Stanley                          | 895,43                   |
| 40  | Scotiabank                              | 872,62                   |
| 41  | Credit Suisse                           | 812,91                   |
| 42  | Banco Bilbao Vizcaya Argentaria         | 782,16                   |
| 43  | State Bank of India                     | 730,54                   |
| 44  | Standard Chartered Bank                 | 720,40                   |
| 45  | Commonwealth Bank                       | 688,40                   |
| 46  | China Everbright Bank                   | 679,81                   |
| 47  | Bank of Montreal                        | 665,20                   |
| 48  | Rabobank                                | 662,77                   |
| 49  | Australia and New Zealand Banking Group | 661,72                   |
| 50  | DZ Bank                                 | 627,31                   |
| 51  | Nordea                                  | 622,66                   |
| 52  | Westpac                                 | 611,47                   |
| 53  | National Australia Bank                 | 571,34                   |
| 54  | Ping An Bank                            | 565,72                   |
| 55  | Danske Bank                             | 564,83                   |
| 56  | Resona Holdings                         | 549,51                   |
| 57  | Sumitomo Mitsui Trust Holdings          | 509,28                   |
| 58  | Canadian Imperial Bank of Commerce      | 495,99                   |
| 59  | U.S. Bancorp                            | 495,43                   |
| 60  | Sberbank                                | 482,53                   |
| 61  | Shinhan Bank                            | 478,50                   |
| 62  | Commerzbank                             | 478,40                   |
| 63  | Trust Financial Corp                    | 473,08                   |
| 64  | KB Financial Group Inc                  | 449,15                   |
| 65  | CaixaBank                               | 439,25                   |
| 66  | DBS Bank                                | 430,45                   |
| 67  | Nomura Holdings                         | 425,50                   |
| 68  | Huaxia Bank                             | 422,74                   |
| 69  | ABN AMRO                                | 420,89                   |
| 70  | PNC Financial Services                  | 410,30                   |
| 71  | Itaú Unibanco                           | 407,37                   |
| 72  | Capital One                             | 390,37                   |
| 73  | Bank of New York Mellon                 | 381,51                   |
| 74  | Bank of Beijing                         | 374,97                   |
| 75  | Nonghyup Bank                           | 369,92                   |
| 76  | OCBC Bank                               | 365,57                   |
| 77  | Banco do Brasil                         | 365,51                   |
| 78  | Hana Financial Group                    | 365,10                   |
| 79  | Banco Bradesco                          | 345,21                   |
| 80  | China Guangfa Bank                      | 343,26                   |
| 81  | Svenska Handelsbanken                   | 328,59                   |
| 82  | KBC Bank                                | 327,87                   |
| 83  | Caixa Econômica Federal                 | 321,68                   |
| 84  | DNB ASA                                 | 317,75                   |
| 85  | Banca Woori                             | 313,54                   |
| 86  | Nationwide Building Society             | 307,45                   |
| 87  | Bank of Shanghai                        | 306,04                   |
| 88  | Skandinaviska Enskilda Banken           | 305,79                   |
| 89  | La Banque Postale                       | 304,88                   |
| 90  | United Overseas Bank                    | 300,68                   |
| 91  | Bank of Jiangsu                         | 296,58                   |
| 92  | Landesbank Baden-Württemberg            | 287,99                   |
| 93  | Erste Group Bank                        | 275,72                   |
| 94  | Industrial Bank of Korea                | 275,54                   |
| 95  | BayernLB                                | 266,27                   |
| 96  | Qatar National Bank                     | 259,48                   |
| 97  | China Zheshang Bank                     | 258,63                   |
| 98  | Swedbank                                | 257,79                   |
| 99  | Raiffeisen                              | 256,43                   |
| 100 | Banco Sabadell                          | 251,10                   |